# 1957 w literaturze
Wydarzenia literackie w 1957 roku.

## Wydarzenia
- polskie
  - ukazał się pierwszy numer tygodnika Ekran
  - w „Życiu Literackim” ukazały się fragmenty Dziennika Witolda Gombrowicza
- zagraniczne
  - W Tallinnie ukazał się pierwszy przekład Lalki na język estoński, a w Wilnie – na język litewski.

## Nowe książki

### Język polski
- - Jerzy Andrzejewski – Ciemności kryją ziemię
  - Andrzej Bobkowski – Szkice piórkiem
  - Kazimierz Brandys – Matka Królów
  - Roman Bratny – Kolumbowie. Rocznik 20
  - Witold Gombrowicz – Bakakaj
  - Marek Hłasko – Następny do raju
  - Stanisław Lem – Dzienniki gwiazdowe
  - Józef Mackiewicz – Kontra
  - Sławomir Mrożek – Słoń
  - Tadeusz Nowakowski – Obóz Wszystkich Świętych
  - Alfred Szklarski – Tomek w krainie kangurów

### Inne języki
- - Aimé Césaire – Powrót do rodzinnego kraju (Letter to Maurice Thorez)
  - Agatha Christie
    - 4.50 z Paddington (4.50 from Paddington)
    - Próba niewinności (Ordeal by Innocence)

  - Max Frisch – Homo Faber
  - Anne i Serge Golon – Markiza Angelika (Angélique Marquise des Anges)
  - James Jones – Długi tydzień w Parkman (Some Came Running)
  - Jack Kerouac – W drodze (On the Road)
  - Alistair MacLean – Działa Nawarony (The Guns of Navarone)
  - Vladimir Nabokov – Pnin
  - Vidiadhar Surajprasad Naipaul – Masażysta cudotwórca (The Mystic Masseur)
  - Boris Pasternak – Doktor Żywago (Доктор Живаго)
  - Alain Robbe-Grillet – Żaluzja (La Jalousie)
  - Michaił Szołochow – Los człowieka (Судьба человека)
  - Patrick White – Voss

## Nowe dramaty
- zagraniczne
  - Końcówka (Endgame) – Samuel Beckett

## Nowe poezje

### Język polski
- - Czesław Miłosz – Traktat poetycki
  - Jarosław Marek Rymkiewicz – Konwencje
  - Wisława Szymborska – Wołanie do Yeti
  - Zbigniew Herbert – Hermes, pies i gwiazda

### Inne języki
- - Hilda Doolittle (H.D.) – Wiersze wybrane H.D. (Selected Poems of H.D.)
  - Jiří Kolář – Mistrz Sun o sztuce poetyckiej (Mistr Sun o básnickém umění)
  - Octavio Paz – Kamień słońca (Piedra de sol)
  - Jan Skácel – Ile sposobności ma róża (Kolik příležitostí má růže)
  - Thom Gunn – The Sense of Movement[1]
  - Thom Gunn – Touch[1]
  - Roy Fuller – Brutus’s Orchard[2]
  - Ted Hughes – The Hawk in the Rain[2]

## Nowe prace naukowe i biografie

### Język polski
- Stanisław Lem – Dialogi

### Inne języki
- - Józef Tadeusz Milik – Dziesięć lat odkryć na Pustyni Judzkiej (Dix ans de découvertes dans le Désert de Juda, razem z Roland de Vaux)
  - Karl Popper – Nędza historycyzmu (The Poverty of Historicism)
  - Sylvester Saller – Excavations at Bethany (1949-1953)
  - Pierre Teilhard de Chardin (wydanie pośmiertne) – Środowisko Boże (Le Milieu Divin)
  - María Wiesse – José Sabogal, artysta i człowiek (José Sabogal, el artista y el hombre)

## Urodzili się
- 7 stycznia – Nicholson Baker, amerykański pisarz
- 9 stycznia – Kari Hotakainen, fiński poeta i prozaik
- 12 stycznia – Celia Friedman, amerykańska autorka SF i fantasy
- 14 stycznia
  - David Bergen, kanadyjski pisarz
  - Anchee Min, chińska pisarka
- 27 stycznia – Frank Miller, amerykański twórca komiksów, rysownik, pisarz
- 29 stycznia – Grażyna Miller, polsko-włoska poetka i tłumacz literatury (zm. 2009)
- 5 lutego – Azouz Begag, francuski pisarz i polityk
- 15 lutego – Shahriar Mandanipour, perski prozaik
- 16 lutego – Jerzy Fryckowski, polski poeta
- 17 lutego – Andrzej Stanisław Kowalczyk, polski historyk literatury
- 18 lutego – George Pelecanos, amerykański pisarz powieści kryminalnych
- 23 lutego – Jiří Staněk, czeski poeta, dramaturg i krytyk literacki
- 25 lutego – Gëzim Hajdari, albański poeta i tłumacz
- 28 lutego – James Barnes, amerykański pisarz
- 3 marca
  - Nicholas Shakespeare, brytyjski pisarz
  - Eric Walters, kanadyjski autor książek dla dzieci
- 7 marca – Robert Harris, angielski powieściopisarz
- 14 marca – Tad Williams, amerykański pisarz science fiction i fantasy
- 18 marca – Dogan Akhanli, niemiecki pisarz pochodzenia tureckiego (zm. 2021)
- 20 marca – John Grogan, amerykański pisarz i dziennikarz
- 22 marca – Jacek Kaczmarski, polski poeta i prozaik (zm. 2004)
- 23 marca – Ananda Devi, maurytyjska tłumaczka i pisarka
- 27 marca – Krzysztof Pieczyński, polski aktor, poeta, prozaik
- 29 marca – Elizabeth Hand, amerykańska pisarka
- 30 marca – Marie-Christine Koundja, czadyjska pisarka
- 3 kwietnia – Unni Lindell, norweska pisarka
- 5 kwietnia
  - Wiktor Golubski, polski poeta
  - Richard Scrimger, kanadyjski pisarz
- 7 kwietnia – Michał Siewkowski, polski poeta
- 12 kwietnia – Tama Janowitz, amerykańska pisarka
- 15 kwietnia – Jan Pelc, czeski pisarz
- 17 kwietnia – Nick Hornby, angielski powieściopisarz i eseista
- 19 kwietnia – Wojciech Kajtoch, polski literaturoznawca
- 21 kwietnia – Hervé Le Tellier, francuski pisarz, językoznawca, matematyk
- 23 kwietnia – Patrik Ouředník, czeski pisarz, poeta, eseista i tłumacz
- 25 kwietnia – Erik Jakub Groch, słowacki poeta, autor bajek dla dzieci, redaktor, wydawca
- 28 kwietnia – Sharon Shinn, amerykańska pisarka i dziennikarka
- 13 maja
  - Luca Di Fulvio, włoski pisarz (zm. 2023)
  - Kōji Suzuki, japoński pisarz
- 17 maja – Peter Høeg, duński prozaik
- 19 maja – Barbara Gawryluk, polska autorka książek dla dzieci, dziennikarka i tłumaczka szwedzkiej literatury dziecięcej
- 24 maja – Walter Moers, niemiecki pisarz
- 25 maja – Agata Tuszyńska, polska pisarka, poetka i reportażystka
- 26 maja – Ala al-Aswani, egipski pisarz, działacz społeczny i polityczny
- 28 maja – Frank Schätzing, niemiecki pisarz
- 29 maja – Martín Caparrós, argentyński pisarz i dziennikarz
- 1 czerwca – Tullio Avoledo, włoski pisarz fantastyki naukowej
- 2 czerwca – Jacek Leociak, polski literaturoznawca
- 9 czerwca – Bernhard Jaumann, niemiecki autor powieści kryminalnych
- 12 czerwca – Geetanjali Shree, hinduska pisarka
- 18 czerwca – Richard Powers, amerykański pisarz
- 25 czerwca – Dieter Kalka, niemiecki poeta, prozaik, tłumacz i autor sztuk teatralnych
- 29 czerwca – Krzysztof Bielski, polski poeta i lekarz
- 2 lipca – Krzysztof Czacharowski, polski poeta
- 7 lipca – Witold Horwath, polski pisarz i scenarzysta
- 9 lipca – Ardian Klosi, albański dziennikarz, tłumacz i albanista (zm. 2012)
- 13 lipca – Jane Hamilton, amerykańska pisarka
- 15 lipca – Marek Zybura, polski historyk literatury i kultury, komparatysta, tłumacz
- 16 lipca – Aleksandra Marinina, rosyjska autorka powieści kryminalnych
- 17 lipca – Marija Arbatowa, rosyjska pisarka, scenarzystka, aktorka
- 18 lipca – Katarzyna Grochola, polska pisarka
- 29 lipca – Liam Davison, australijski powieściopisarz (zm. 2014)
- 1 sierpnia – Ungulani Ba Ka Khosa, mozambicki pisarz
- 3 sierpnia – Krzysztof Turowiecki, polski poeta
- 21 sierpnia – John Howe, kanadyjski ilustrator książek
- 23 sierpnia – Ireneusz Sewastianowicz (pseud. Andrzej Irski), polski pisarz (zm. 2020)
- 27 sierpnia
  - Jeff Grubb, amerykański pisarz fantasy
  - Anna Janko, polska poetka, pisarka, felietonistka, krytyczka literacka
- 29 sierpnia – Zbigniew Kruszyński, polski pisarz
- 1 września – Gabriel Leonard Kamiński, polski poeta, dziennikarz, księgarz i wydawca
- 9 września – Bożena Bednarek-Michalska, polska bibliotekarka (zm. 2021)
- 10 września
  - Paweł Huelle, polski prozaik (zm. 2023)
  - Andreï Makine, francuski pisarz
- 12 września – Ryszard Częstochowski, polski pisarz, dramaturg
- 14 września – Grażyna Wojcieszko, polska poetka
- 21 września – Stanisław Radomski, polski poeta
- 25 września – Börge Hellström, szwedzki pisarz (zm. 2017)
- 2 października – Jean-Richard Geurts, belgijski rysownik i twórca komiksów
- 13 października – Lincoln Child, amerykański pisarz
- 15 października – Yumi Hotta, japońska mangaka
- 26 października – Manuel Rivas, hiszpański pisarz, poeta, eseista i dziennikarz
- 6 listopada – Kate Figes, angielska autorka (zm. 2019)
- 13 listopada – Stephen Baxter, brytyjski pisarz hard science fiction
- 19 listopada – Jan Hyjek, polski pisarz
- 22 listopada – Thomas Lehr, niemiecki pisarz
- 29 listopada – Jean-Philippe Toussaint, belgijski pisarz
- 3 grudnia – Anne B. Ragde, norweska pisarka
- 5 grudnia – Preç Zogaj, albański prozaik, poeta i polityk
- 9 grudnia – Emmanuel Carrère, francuski pisarz i scenarzysta
- 12 grudnia – Susanna Tamaro, włoska pisarka

Brak dziennej daty:
- Witold Jabłoński, polski pisarz fantastyki oraz tłumacz literatury rosyjskojęzycznej
- Maciej Makowski (wydawca), polski wydawca i redaktor
- Erica Spindler, amerykańska pisarka
- Robert Wilson, brytyjski pisarz kryminałów

## Zmarli
- 10 stycznia – Gabriela Mistral, chilijska poetka (ur. 1889)
- 2 lutego – Valery Larbaud, francuski pisarz i tłumacz (ur. 1881)
- 4 lutego – Manfred Kridl, polski historyk literatury (ur. 1882)
- 7 lutego – Laura Ingalls Wilder, amerykańska pisarka (ur. 1867)
- 7 marca – Percy Wyndham Lewis, angielski pisarz, krytyk literacki i malarz (ur. 1882)
- 13 marca – John Middleton Murry, angielski pisarz, krytyk literacki, dziennikarz i wydawca (ur. 1889)
- 29 marca – Joyce Cary, anglo-irlandzki powieściopisarz (ur. 1888)
- 12 kwietnia – Joel Mastbaum, żydowski pisarz tworzący w jidysz (ur. 1882 lub 1884)
- 22 kwietnia – Roy Campbell, południowoafrykański poeta (ur. 1901)
- 26 maja – Robert Lawson, amerykański pisarz i rysownik (ur. 1892)
- 31 maja – Leopold Staff, polski poeta (ur. 1878)
- 17 czerwca – Dorothy Richardson, brytyjska pisarka (ur. 1873)
- 26 czerwca
  - Alfred Döblin, niemiecki pisarz żydowskiego pochodzenia (ur. 1878)
  - Malcolm Lowry, brytyjski powieściopisarz i poeta (ur. 1909)
- 10 lipca – Szalom Asz, polsko-żydowski prozaik, dramaturg i eseista (ur. 1880)
- 19 lipca – Curzio Malaparte, włoski pisarz, dziennikarz i dyplomata (ur. 1898)
- 23 lipca – Giuseppe Tomasi di Lampedusa, włoski pisarz i arystokrata (ur. 1896)
- 13 sierpnia – Joseph Warren Beach, uczony i poeta amerykański (ur. 1880)
- 18 sierpnia – Wawrzyniec Żuławski, polski pisarz i taternik (ur. 1916)
- 26 sierpnia – Umberto Saba, włoski poeta i prozaik (ur. 1883)
- 22 października – Kazimierz Wroczyński, polski pisarz i dziennikarz (ur. 1883)
- 25 października – Lord Dunsany, brytyjski pisarz i dramaturg (ur. 1878)
- 26 października – Nikos Kazandzakis, grecki powieściopisarz, poeta, dramaturg, tłumacz i myśliciel (ur. 1885)
- 15 listopada – Andrzej Bursa, polski poeta (ur. 1932)
- 17 grudnia – Dorothy L. Sayers, angielska pisarka i tłumaczka (ur. 1893)

## Nagrody
- Nagroda Nobla – Albert Camus
- Nagroda Goncourtów – Roger Vailland za La Loi
- Nagroda Pulitzera (dramat) – Eugene O’Neill za Zmierzch długiego dnia (Long Day’s Journey Into Night)
- Nagroda Pulitzera (poezja) – Richard Wilbur za Rzeczy świata tego (Things of This World)